# Leonard Davis
Leonard „Ham“ Davis (* 4. Juni 1905; † 1957 in New York City) war ein US-amerikanischer Jazztrompeter.

## Leben und Wirken
Davis nahm 1924/25 mit Charlie Creath auf; 1926 für Okeh Records den „Jamboree Blues“ mit der Sängerin Bertha Henderson. Im selben Jahr zog Davis nach New York City, wo er in den 1920er- und 30er-Jahren mit Edgar Hayes, Charlie Johnson, Eddie Condon, Elmer Snowden, Don Redman, Benny Carter und Sidney Bechet arbeitete. Davis, der vorwiegend als Ensemblespieler agierte, ist als Solist mit zwei Soli mit Eddie Condons Gruppe mit Jack Teagarden in „That’s a Serious Thing“ und „I’m Gonna Stomp Mr. Henry Lee“ zu hören. Ab Mitte der 1940er-Jahre war er nur noch als Teilzeitmusiker aktiv.
Davis war von 1924 bis 1938 an 38 Aufnahmesessions beteiligt, außer den Genannten bei Charlie Skeete, The Little Chocolate Dandies, Clarence Williams, McKinney’s Cotton Pickers, Fats Waller, Spike Hughes, Luis Russell und Louis Armstrong.